# جياني فاتيمو
جياني فاتيمو واسمه الحقيقي جيانتيريزو فاتّيمو (بالإيطالية: Gianteresio Vattimo)‏ (ولد في 4 يناير 1936 في تورينو، توفي في 19 سبتمبر 2023 في ريفولي)، هو فيلسوف وسياسي إيطالي.

## سيرته
ولد في مدينة تورينو بمقاطعة بييمونتي. درس الفلسفة الوجودية في جامعة تورينو، وتخرج في عام 1959 وقد أصبح أستاذاً مساعداً عام 1964، ومن ثم استاذاً في الأخلاقيات عام 1969 وفي عام 1982 أصبح أستاذاً في الفلسفة النظرية، كما كان أستاذاً زائراً في عدد من الجامعات الأمريكية.
انضم إلى الحزب الشيوعي الإيطالي وانتخب عضواً في البرلمان الأوروبي لأول مرة في عام 1999، ولولاية ثانية في عام 2009.

## أعماله
توصف فلسفة جياني بأنها ما بعد حداثية، وتؤسس لما يعرف بـ "التفكير الضعيف"، الذي يرى تراجع بديهيات الحداثة التي أسست على الحقيقة الموضوعية القائمة على وحدة الذات العقلانية قد تراجعت أمام مفاهيم متعددة التأويلات، ومن أهم أعماله كتاب "نهاية الحداثة" الذي صدر عام 1993 يعد امتدادا لنقد مارتن هايدغر وفريدريك نيتشه (اكتشاف الكذبة) للميتفايزيقية الأوروبية.
لا يتردد عن الإفصاح عن هويته المثلية والدينية باعتباره كاثوليكيًا يرحب بموت الله.

## آراؤه السياسية بخصوص القضية الفلسطينية
كان فاتيمو أحد الموقعين على عريضة نشرت يوم 28 فبراير 2009، داعياً الاتحاد الأوروبي إلى إزالة حماس من قائمة المنظمات الإرهابية، ومنحها الاعتراف الكامل كصوت مشروع للشعب الفلسطيني.
في 22 يوليو 2014 ورداً على الحرب الإسرائيلية على غزة قال أنه يجب «اطلاق النار على أولئك الصهاينة الأنذال» وقال «لو كان الأمر بيدي لدعوت لأكتتاب عالمي لشراء اسلحة للفلسطينيين لوقف الإسرائيليين الذين يقومون بذبح جماعي لهم» وعندما سئل عما إذا كان يود أن يرى المزيد من الإسرائيليين القتلى، أجاب: «بالطبع»، وأضاف أن إسرائيل «أسوأ قليلا من النازيين».